# Jean Franco
Jean Franco (Dukinfield, 31 de marzo de 1924-Nueva York, 14 de diciembre de 2022) fue una académica y crítica literaria británica conocida por su trabajo pionero sobre la literatura latinoamericana.

## Biografía
Educada en las Universidades de Mánchester y Londres, enseñó en las Universidades de Londres, Essex (donde fue la primera profesora de literatura latinoamericana de la universidad), y Stanford, y más tarde fue profesora emérita en la Universidad de Columbia.

### Investigación
La investigación de Jean Franco fue amplia y voluminosa. Fue una de las primeras latinoamericanistas de habla inglesa en escribir seriamente sobre la literatura latinoamericana. Se centró particularmente en las mujeres y la escritura de mujeres y fue una pionera de los estudios culturales latinoamericanos.

### Vida personal y muerte
Franco murió el 14 de diciembre de 2022, a la edad de 98 años.

## Premios
- En 1992 recibió un doctorado honorario de la Universidad de Essex.[5]
- En 1996 ganó un premio PEN por su contribución de por vida a la difusión de la literatura latinoamericana en inglés.[6]
- En 2000, la Asociación de Estudios Latinoamericanos le otorgó el Premio Kalman Silvert por sus contribuciones a los Estudios Latinoamericanos.[7]
- En 2002 recibió un doctorado honorario de la Universidad de Mánchester.
- Su libro The Decline and Fall of the Lettered City fue galardonado con el Premio Bolton-Johnson de la Conferencia de Historiadores Latinoamericanos al mejor trabajo en inglés sobre la Historia de América Latina publicado en 2003.

## Publicaciones Seleccionadas
- La cultura moderna de América Latina (1967)
- Introducción a la literatura latinoamericana (1969)
- Literatura hispanoamericana desde la independencia (1973)
- César Vallejo. La dialéctica de la poesía y el silencio (1976)
- Trazando Mujeres. Género y Representación en México (1989)
- Marcar diferencias, cruzar fronteras: ensayos (1996)
- Critical Passions: Selected Essays, editado por Mary Louise Pratt y Kathleen Newman (1999)
- La decadencia y caída de la ciudad letrada: América Latina en la Guerra Fría (2002)
- Modernidad cruel (2013)